# Ren Hui
Ren Hui (en chino: 任慧; Yichun, 11 de agosto de 1983) es una deportista china que compitió en patinaje de velocidad sobre hielo. 
Participó en dos Juegos Olímpicos de Invierno, en los años 2006 y 2010, obteniendo una medalla de bronce en Turín 2006, en la prueba de 500 m. Ganó una medalla de bronce en el Campeonato Mundial de Patinaje de Velocidad sobre Hielo en Distancia Individual de 2004.

## Palmarés internacional
| Juegos Olímpicos                           | Juegos Olímpicos     | Juegos Olímpicos  | Juegos Olímpicos |
| Año                                        | Lugar                | Medalla           | Prueba           |
| ------------------------------------------ | -------------------- | ----------------- | ---------------- |
| 2006                                       | Turín (Italia)       | Medalla de bronce | 500 m            |
| Campeonato Mundial en Distancia Individual |                      |                   |                  |
| Año                                        | Lugar                | Medalla           | Prueba           |
| 2004                                       | Seúl (Corea del Sur) | Medalla de bronce | 500 m            |